# Michael Fitzgerald
Michael Fitzgerald, novozelandski nogometaš, * 17. september 1988, Tokoroa, Nova Zelandija.
Za novozelandsko reprezentanco je odigral tri uradne tekme.